# Stazione di Monte Antenne
La stazione di Monte Antenne è una fermata ferroviaria di Roma, posta sulla ferrovia Roma-Civitacastellana-Viterbo. È posizionata a ridosso della Tangenziale Est di Roma, nel tratto anche denominato Via Olimpica.
Dal 1º luglio 2022 è gestita da ASTRAL.

## Storia
Realizzata nel 1990 in occasione del Campionato mondiale di calcio 1990, è rimasta inattiva sino al 1º ottobre 2009, quando è stata inaugurata in seguito a lavori di riqualificazione, messa in sicurezza e adeguamento a standard di tipo metropolitano.
La stazione si trova lontano dalle abitazioni, essendo nata principalmente per fornire un parcheggio di scambio proprio per chi provenisse dalla circonvallazione, mediante un ampio piazzale raggiungibile dalla carreggiata direzione Stadio Olimpico, ed uno spiazzo più piccolo ad uso dei veicoli della carreggiata direzione Salaria e dall'adiacente viale della Moschea.
Nel piazzale adibito a parcheggio di scambio si è insediato un campo nomadi. Venendo meno la possibilità di parcheggio, è venuta anche meno l'utilità della fermata, che di conseguenza è rimasta chiusa per parecchi anni.

## Movimento
La stazione è servita dai collegamenti ferroviari svolti da Cotral nell'ambito del contratto di servizio con la regione Lazio.

## Interscambi
- Fermata autobus